# Good things come to those who wait
Vous pouvez aider à l'améliorer ou bien discuter des problèmes sur sa page de discussion.
- Il ne cite pas suffisamment ses sources. Vous pouvez indiquer les passages à sourcer avec {{référence nécessaire}} ou {{Référence souhaitée}}, et inclure les références utiles en les liant aux notes de bas de page. (Marqué depuis avril 2021)
- Son texte doit être wikifié : il ne correspond pas à la mise en forme Wikipédia (style, typographie, liens internes, liens entre les wikis, etc.). (Marqué depuis avril 2021)

- Archive Wikiwix
- Bing
- Cairn
- DuckDuckGo
- E. Universalis
- Gallica
- Google
- G. Books
- G. News
- G. Scholar
- Persée
- Qwant
- (zh) Baidu
- (ru) Yandex
- (wd) trouver des œuvres sur Wikidata

 (avril 2018).
Le contenu est difficilement compréhensible vu les erreurs de traduction, qui sont peut-être dues à l'utilisation d'un logiciel de traduction automatique.
« Good things come to those who wait » (traduction : Les bonnes choses viennent à qui sait attendre) est un slogan publicitaire utilisé par Diageo dans sa campagne diffusée à la télévision et au cinéma pour la promotion de la bière à la pression stout de marque Guinness au Royaume-Uni. Ce slogan permet à l'agence de publicité Abbott Mead Vickers BBDO de remporter le budget publicitaire de Guinness en 1996. Leur proposition était de renverser l'image populaire selon laquelle commander une pression (et plus précisément la Guinness) était une perte de temps. Le même concept avait déjà été utilisé dans d'autres campagnes de la marque comme celle des années 1990 en Irlande.
Le premier clip publicitaire de la campagne, diffusé à la télévision et au cinéma, est intitulé Swimblack : il met en scène un vieux sportif local, héros de son village, qui chaque année fait une course à la nage contre l'horloge, c'est-à-dire le temps nécessaire à verser correctement une pinte de Guinness au bar,. L'annonce, créée le 16 mai 1998, réussit à augmenter les ventes, en particulier chez les hommes âgés.
L'autre grand succès de la campagne au cours de ses quatre ans et a été acclamé par la critique Surfeur commercial publié en 1999; plus grave, en noir et blanc de la pièce pour la télévision et le cinéma inspiré par Walter Crane'1892 peinture de Neptune Chevaux. Surfeur a été élue "Meilleure Annonce de Tous les Temps" dans un sondage mené par Le Sunday Times et le Canal 4 en 2002. Après plusieurs autres variations sur le thème, y compris Parier sur le Noir et Rêveur, la campagne a été mis en veilleuse. La principale motivation derrière c'était Diageo décision de renoncer régional de la publicité au Royaume-Uni et de l'Irlande en faveur de la pan-Européenne des campagnes, de la même manière que la Guinness des campagnes en Amérique du Nord et l'Afrique de Michael Puissance de la série. Les "Bonnes Choses..." slogan s'est révélée difficile à traduire, et si une décision a été prise de poursuivre d'autres idées de campagnes. Deux des plus brillants slogans essayé entre 2000 et 2005, ont été "Croire" (Tom Crean, Gratuit En, le Volcan de Sauvetage) et "Une histoire d'ombre et de lumière" (Papillon, Mustang).
En 2005, Diageo a pris la décision de refaire des campagnes de marketing régionales. En tant que tel, l'Abbé Mead Vickers BBDO ont été présentés avec, au choix, soit un nouveau slogan, soit  tenter de trouver une nouvelle tournure sur "les Bonnes Choses...". Avec le sentiment qu'aucune des accroches qui avait été tentée dans les années avait été à la hauteur de l'attrait de la campagne "les Bonnes Choses...", l'agence a décidé de tenter un nouveau point de vue sur un vieux concept. Plusieurs idées ont été proposées, et celle l'on trouvait la plus prometteuses était celle de "L'Attente la Plus Longue" ("The Longest Wait"). Après la rédaction d’un scénario de base, l’agence a fait appel au directeur Daniel Kleinman. Le résultat fut un noitulovE commercial, qui a suivi de trois Guinness des patrons de voyage en arrière dans le temps, "de l'évolution" dans un certain nombre d'espèces le long du chemin. La pièce a été un énorme succès à la fois critique et financier: il a reçu plus de prix que tous les autres commerciaux dans le monde en 2006, et a été crédité de pousser Guinness dans la position de leader du marché au Royaume-Uni marché de la bière.
Encouragé par ce succès, AMV BBDO produit plusieurs plus de "Bonnes Choses..." impression et les publicités à la télévision en 2006 et 2007, comme les Mains et d'un Réfrigérateur. Le plus récent élément de la campagne est le Point de Basculement, Guinness commerciale la plus chère à ce jour, qui a été créée à la télévision Britannique, le 13 novembre 2007.